# Josef Maria Bischoff

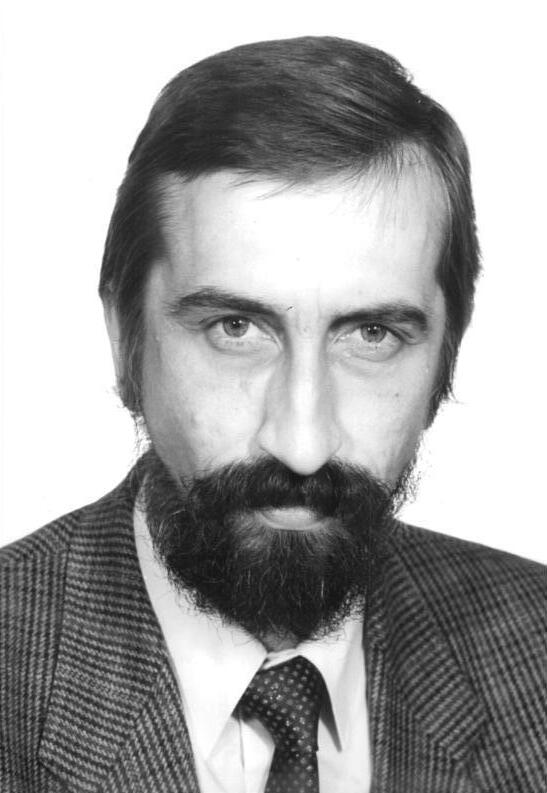
Josef Maria Bischoff 1990

Josef Maria Bischoff (* 2. Februar 1955 in Helbra) ist ein deutscher Bauingenieur. Als SPD-Mitglied war er 1990 Abgeordneter der letzten frei gewählten Volkskammer der DDR.

## Leben
Bischoff besuchte zunächst von 1961 bis 1971 die Polytechnische Oberschule im heimischen Helbra. Anschließend absolvierte er bis 1974 das Abitur mit Berufsausbildung zum Baufacharbeiter in Halle. Danach war er kurze Zeit als Sachbearbeiter im VEB Bau- und Montagekombinat (BMK) Chemie Halle tätig, um danach ab 1975 an der Fachhochschule für Bauwesen in Cottbus zu studieren. Bischoff beendete 1979 das Studium als Bauingenieur. Nach dem Studium war er zunächst kurzzeitig als Bauleiter beim Wohnungsbaukombinat Frankfurt/Oder tätig, musste 1980 jedoch seinen 18-monatigen Grundwehrdienst ableisten. Danach war Bischoff in verschiedensten Funktionen von 1982 bis 1989 beim VEB Wasserversorgung und Abwasserbehandlung in Cottbus tätig. Nach seiner Abgeordnetentätigkeit in der Volkskammer meldete Bischoff als Geschäftsführer im Sommer 1991 die Bischoff CCC & Co KG Cottbus als Firma an, die einen Coiffeur- und Cosmetik-Salon betrieb. Während er im Jahr 2000 die Geschäftsführertätigkeit beendete, betrieb er ab 1999 bis 2002 mehrere Stadtteilzeitungen in Cottbus. Anschließend wechselte Bischoff in ein Ingenieurbüro aus Bochum, wo er bis 2003 tätig war. Zwischen 2004 und 2005 wirkte er als Fachingenieur für Siedlungswasserwirtschaft bei der eta-Aktiengesellschaft Cottbus, einem Ingenieurdienstleistungsunternehmen. Danach war er von 2007 bis 2009 Projektleiter der Firma BIATEC Innovative Aqua Technologie in Cottbus. Zum Oktober 2009 wechselte Bischoff zur KRUSE GmbH & Co. KG aus Balve als technischer Mitarbeiter Wasserchemie.

## Politischer Werdegang
Bischoff, der aus einem katholischen Elternhaus stammte, war zwischen 1973 und 1978 zunächst Mitglied der CDU. Im November 1989 wurde Bischoff Mitglied der der in der DDR gegründeten SDP. Bei der Bildung der SDP, ab Januar 1990 SPD-Bezirksverbände in der DDR wurde Bischoff zum Vorsitzenden des SPD-Bezirksverbandes Cottbus gewählt. Dies führte dazu, dass er noch vor dem damaligen SPD-Minister der Regierung Modrow, Walter Romberg, auf Listenplatz eins im Wahlbezirk Cottbus zu den Volkskammerwahlen am 18. März 1990 antrat. Da die SPD in diesem Wahlbezirk 3 Mandate gewinnen konnte, zog Bischoff in das letzte DDR-Parlament als Abgeordneter ein. Über weitere Parteiämter nach seiner Abgeordnetentätigkeit ist nichts bekannt.